# أندريا سميث
أندريا سميث (بالإنجليزية: Andrea Smith)‏ هي مفكرة أمريكية، ولدت في 14 يونيو 1966.